# Quaqua pillansii
Quaqua pillansii là một loài thực vật có hoa trong họ La bố ma. Loài này được (N.E.Br.) Bruyns miêu tả khoa học đầu tiên năm 1983.